# Kerstin Thorborg
Kerstin Thorborg, née le 19 mai 1896 et morte le 12 avril 1970, est une cantatrice suédoise de tessiture alto ou mezzo-soprano. La chanteuse est une interprète reconnue du wagnérisme dramatique des deux décennies entre 1930 et 1950. Elle a une grande présence sur scène et est dotée d'un ton régulier et intense. 
Elle est honorée en 1944 du titre de hovsångare (« chanteuse de la Cour »).

## Biographie
Elle naît dans le comté de Dalécarlie à Venjan (Mora). Ses parents déménagent lorsqu'elle est encore petite fille à Hedemora où son père, Victor Thorborg, est rédacteur dans un journal. Il a une belle voix de basse et fait partie pendant quelque temps de la chorale d'Orphei Drängar. Lorsque Kerstin adolescente se produit comme soliste dans ce chœur, les choristes convainquent son père de la faire entrer dans une école de chant. Elle prend des cours particuliers, puis entre à l'école d'opéra de l'opéra royal de Stockholm
Après ses études, Kerstin Thorborg fait ses débuts en 1923 à l'opéra royal de Stockholm dans le rôle de Lola dans Cavalleria rusticana de Pietro Mascagni. En 1924, son premier grand rôle est celui d'Ortrude dans Lohengrin de Wagner. Elle travaille à l'opéra de Stockholm jusqu'en 1930. Elle épouse en 1928 le metteur en scène de théâtre Gustaf Bergman (1880-1952), qui avait fait une carrière réussie de ténor en Europe. Il était lié d'amitié avec la famille Wagner et était un bon ami du compositeur Puccini. En 1927, Kerstin Thorborg se produit dans un grand concert de musique suédoise à Francfort-sur-le-Main et décide après son mariage de poursuivre sa carrière en Allemagne.
Elle est engagée au théâtre d'État de Nuremberg, puis à l'opéra de Berlin. Elle est considérée comme l'une des meilleures chanteuses wagnériennes de cette époque. Après l'arrivée au pouvoir d'Hitler, elle prend ses distances avec le régime, et ne renouvelle pas son contrat de Berlin en 1934. Partant pour Vienne, elle rompt ses liens avec l'opéra de Vienne après l'Anschluss et émigre aux États-Unis.
Kerstin Thorborg entre au Metropolitan Opera de New York, où elle travaille de 1938 à 1950. Elle rencontre le succès, surtout dans des rôles wagnériens, mais pas uniquement. Elle met fin à sa carrière en 1950 et retourne en Suède, vivre à Hedemora. Elle y meurt le 12 avril 1970 et est enterrée au cimetière de la ville.
L'artiste reçoit la médaille Litteris et Artibus en 1939.

## Discographie
- Les Maîtres chanteurs de Nuremberg (Magdalena), avec Hans Nermann Nissen, Henk Noort, Maria Reining,, Hermann Wiedemann, Herbert Alsen, Anton Dermota, dir. Arturo Toscanini - Salzbourg 1937 éd. Eklipse/Grammofono 2000
- Aida (sélec., en allemand), avec Mária Németh, Todor Mazaroff, Alexander Sved, dir. Bruno Walter - Vienne 1937 éd. Kock-Schwann
- Messa di requiem (Verdi), avec Zinka Milanov, Helge Rosvaenge, Nicola Moscona, dir. Arturo Toscanini - Londres 1938 éd. Testament
- Lohengrin, avec Lauritz Melchior, Elisabeth Rethberg, Julius Huehn, Emanuel List, dir. Erich Leinsdorf -  Metropolitan 1940 éd. Walhall/Arkadia/Guild
- Tristan et Iseut, avec Kirsten Flagstad, Lauritz Melchior, Emanuel List, dir. Erich Leinsdorf - Metropolitan 1940 éd. Music and Arts/Guild
- Tannhäuser, avec Lauritz Melchior, Kirsten Flagstad, Herbert Janssen, Emanuel List, dir. Erich Leinsdorf - Metropolitan 1941 ed. Walhall/Arkadia
- Boris Godounov (Marina), avec Ezio Pinza, Armand Tokatyan, Nicola Moscona, Salvatore Baccaloni, Leonard Warren, dir. George Szell - Metropolitan 1943 éd. Lyric Distribution
- Un ballo in maschera, avec Jan Peerce, Zinka Milanov, Leonard Warren, dir. Bruno Walter - Metropolitan 1944 éd. BWS/Arkadia/Cantus Classics
- La Walkyrie, avec Lauritz Melchior, Alexander Kipnis, Rose Bampton, Helen Traubel, Herbert Janssen, dir. George Szell - Metropolitan 1944 éd. Myto

## Source de la traduction
- (sv) Cet article est partiellement ou en totalité issu de l’article de Wikipédia en suédois intitulé « Kerstin Thorborg » (voir la liste des auteurs).